# Fanfare "De Vooruitgang", Stiphout
Fanfare De Vooruitgang uit Stiphout is opgericht op 17 juni 1921 en is georganiseerd bij de Nederlandse Federatie van Katholieke Muziekverenigingen via aansluiting bij de Brabantse Bond van Muziekgezelschappen. In een tijdsbestek van vier jaar is het fanfareorkest opgeklommen van de laagste afdeling naar de Superieure Afdeling, waar ze sinds 1952 onafgebroken met andere toporkesten musiceren.

## Dirigenten fanfareorkest
- 2006 - heden: Frenk Rouschop uit Sint Geertruid
- 1996 - 2006: Bram Sniekers uit Thorn
- 1996 - 1996: Jos van de Braak
- 1969 - 1997: Rudy Siebert uit Haarsteeg

- 1946 - 1969: Martien van de Laar
- 1923 - 1946: Louis Hoët
- 1921 - 1923: Piet Vermulst
- Nard Smeulders

## Instructeur slagwerkgroep
- 2024 - heden: Bart Sijmens
- 2023 - 2024: Vincent Houdijk
- 2003 - 2023: Rob van der Sommen
- 1994 - 2003: Maarten Meulendijks
- 1954 - 1994: Friedie Coolen
- 1953 - 1954: Wim Boetzkes